# Dragonfly (Kroatische band)
Dragonfly is een Kroatische band.

## Biografie
De band werd opgericht in 1997, en is vooral bekend vanwege diens overwinning in Dora 2007, de Kroatische preselectie voor het Eurovisiesongfestival 2007, samen met Dado Topić. In Helsinki wist de band zich met Vjerujem u ljubav niet te plaatsen voor de finale.
1993: Put · 
1994: Tony Cetinski · 
1995: Magazin & Lidija · 
1996: Maja Blagdan · 
1997: ENI · 
1998: Danijela · 
1999: Doris Dragović · 
2000: Goran Karan · 
2001: Vanna · 
2002: Vesna Pisarović · 
2003: Claudia Beni · 
2004: Ivan Mikulić · 
2005: Boris Novković · 
2006: Severina · 
2007: Dragonfly feat. Dado Topić · 
2008: Kraljevi Ulice & 75 Cents · 
2009: Igor Cukrov feat. Andrea Šušnjara · 
2010: Feminnem · 
2011: Daria Kinzer · 
2012: Nina Badrić · 
2013: Klapa s Mora · 
2016: Nina Kraljić · 
2017: Jacques Houdek · 
2018: Franka Batelić · 
2019: Roko · 
2021: Albina Grčić · 
2022: Mia Dimšić · 
2023: Let 3 · 
2024: Baby Lasagna · 
2025: Marko Bošnjak